# Клесен-Гёрне
Клесен-Гёрне (нем. Kleßen-Görne) — община в Германии, в земле Бранденбург.
Входит в состав района Хафельланд. Подчиняется управлению Ринов. Население составляет 393 человека (на 31 декабря 2010 года). Занимает площадь 42,01 км².
Община подразделяется на 3 сельских округа.

## Население
| Год  | Численность | Численность |
| ---- | ----------- | ----------- |
| 2017 | 362         | [ 1 ] [ 2 ] |
| 2019 | 352         | [ 5 ]       |
| 2021 | 352         | [ 6 ]       |
| 2022 | 353         | [ 7 ]       |
| 2023 | 339         | [ 3 ]       |